# 15347 Colinstuart
15347 Colinstuart eller 1994 UD är en asteroid i huvudbältet som upptäcktes den 26 oktober 1994 av den brittiske astronomen Brian G. W. Manning vid Stakenbridge-observatoriet. Den är uppkallad efter astronomen Colin Stuart.
Asteroiden har en diameter på ungefär 4 kilometer.